# Alexandre Chauveau
Alexandre Chauveau, né le 23 février 1847 à Québec et mort le 7 mars 1916 à New York, est un homme politique canadien. Il a été élu député conservateur de Rimouski lors d'une élection partielle en 1872. Il est réélu en tant que conservateur indépendant en 1875 puis comme libéral en 1878. Il est ainsi un des rares députés à réaliser trois mandats en étant élu sous des étiquettes différentes. Il retournera au Parti conservateur dans le cours de son troisième mandat, menant à la chute du Gouvernement Henri-Gustave Joly de Lotbinière.

## Biographie

### Famille
Il est le fils de Marie-Louise-Flore Massé et de Pierre-Joseph-Olivier Chauveau, avocat, député conservateur, 1er Premier ministre du Québec (1867-1873) et Président du Sénat du Canada de février 1873 à janvier 1874.
En 1871, il épouse Marie-Anne-Adèle Tessier, fille d'Ulric-Joseph Tessier, juge, député réformiste de Portneuf (1851-1854) et sénateur de la division du Golfe (1867-1873).
Par cette alliance il devient le beau-frère d'Auguste Tessier, qui sera lui aussi député libéral de Rimouski (1889-1907), et de Jules Tessier, député libéral de Portneuf de (1886-1903) puis sénateur de la division de La Durantaye (1903-1934).
En plus de son beau-frère, deux autres membres de sa famille seront députés de Rimouski : son neveu Auguste-Maurice Tessier (1912-1922) et son petit-neveu Maurice Tessier (1966-1973), qui fut également maire de Rimouski de 1961 à 1969 et plusieurs fois ministre.

### Carrière
Il étudie au Collège Sainte-Marie de Montréal puis aux universités de Laval et McGill. Il fait des études de notariat, notamment auprès de George-Étienne Cartier qui fut plusieurs fois député. Il est admis au Barreau de la province de Québec en mars 1868 et exerce dans la ville aux côtés de Richard Alleyn, futur député conservateur (1877-1878) de Québec-Ouest.
À l'occasion de l'élection partielle faisant suite à la démission de Louis-Honoré Gosselin en 1872, il se lance en politique sous la bannière du Parti conservateur. Il affronte un candidat conservateur indépendant et est élu avec 54,14% des suffrages. Il se représente lors des élections générales de 1875, cette fois ci comme conservateur indépendant, mais aucun adversaire ne se présente contre lui et il est donc élu par acclamation. Après avoir rejoint le parti libéral du Québec, il est réélu d'extrême justesse en 1878, devançant le candidat conservateur d'une seule voix.
À la suite de la victoire du parti libéral il devient solliciteur général dans le cabinet du premier-ministre Henri-Gustave Joly de Lotbinière du 8 mars 1878 au 30 avril 1879, puis secrétaire et registraire du 19 mars au 12 septembre 1879. En octobre 1879, il décide de retourner au Parti conservateur avec quatre collègues, renversant le gouvernement Joly de Lotbinière, devenu minoritaire.
Il démissionne de son mandat en janvier 1880 après avoir été nommé juge à la Cour des sessions de la paix, puis magistrat de police du district de Québec de 1882 à 1890.
Il obtiendra un doctorat en droit de l'Université Laval à Québec en 1894 et entamera une carrière de professeur de droit criminel dans la même université jusqu'à son décès vingt ans plus tard.
Il occupera un certain nombre d'autres fonctions. Il fut notamment directeur, vice-président et président de la Banque Nationale de Québec, membre de la Commission d'extradition, président général de la Société Saint-Jean-Baptiste de Québec et directeur de plusieurs compagnies. Il obtint la croix de la Légion d'honneur pour son action comme président du comité pour l'érection du monument Champlain.
Il décède à New York le 7 mars 1916 est inhumé dans le Cimetière Notre-Dame-de-Belmont de Sainte-Foy.

## Résultats électoraux
|                                                                                             | Nom                          | Parti        | Nombre de voix | %     | Maj. |
| ------------------------------------------------------------------------------------------- | ---------------------------- | ------------ | -------------- | ----- | ---- |
|                                                                                             | Alexandre Chauveau (sortant) | Libéral      | 1 689          | 50 %  | 1    |
|                                                                                             | Roch-Pamphile Vallée         | Conservateur | 1 688          | 50 %  | -    |
| Total                                                                                       | Total                        | Total        | 3 377          | 100 % |      |
| Le taux de participation lors de l'élection était de 79,6 % et 0 bulletins ont été rejetés. |                              |              |                |       |      |

|                                                                                            | Nom                          | Parti                    | Nombre de voix | %     | Maj.  |
| ------------------------------------------------------------------------------------------ | ---------------------------- | ------------------------ | -------------- | ----- | ----- |
|                                                                                            | Alexandre Chauveau (sortant) | Conservateur indépendant | 3 714          | 100 % | 3 714 |
| Total                                                                                      | Total                        | Total                    | 3 714          | 100 % |       |
| Le taux de participation lors de l'élection était de 100 % et 0 bulletins ont été rejetés. |                              |                          |                |       |       |

|                                                                                           | Nom                   | Parti                    | Nombre de voix | %      | Maj. |
| ----------------------------------------------------------------------------------------- | --------------------- | ------------------------ | -------------- | ------ | ---- |
|                                                                                           | Alexandre Chauveau    | Conservateur             | 941            | 54,1 % | 144  |
|                                                                                           | Jean-B. Romuald Fiset | Conservateur indépendant | 797            | 45,9 % | -    |
| Total                                                                                     | Total                 | Total                    | 1 738          | 100 %  |      |
| Le taux de participation lors de l'élection était de 48 % et 0 bulletins ont été rejetés. |                       |                          |                |        |      |